# A Son of Erin
A Son of Erin er en amerikansk stumfilm fra 1916 af Julia Crawford Ivers.

## Medvirkende
- Dustin Farnum som Dennis O'Hara.
- Winifred Kingston som Katie O'Grady.
- Tom Bates som Patrick O'Grady.
- Jack Livingston som Brian Trelawney.
- Wilfred McDonald som Terence.